# Parachalciope deltifera
Parachalciope deltifera là một loài bướm đêm trong họ Noctuidae.